# Securidaca virgata
Securidaca virgata är en jungfrulinsväxtart som beskrevs av Olof Swartz. Securidaca virgata ingår i släktet Securidaca och familjen jungfrulinsväxter. Inga underarter finns listade i Catalogue of Life.